# Chenay-le-Châtel
Chenay-le-Châtel és un municipi francès, situat al departament de Saona i Loira i a la regió de Borgonya - Franc Comtat. L'any 2007 tenia 397 habitants.

## Demografia

### Població
El 2007 la població de fet de Chenay-le-Châtel era de 397 persones. Hi havia 176 famílies, de les quals 48 eren unipersonals (28 homes vivint sols i 20 dones vivint soles), 76 parelles sense fills i 52 parelles amb fills.
La població ha evolucionat segons el següent gràfic:
Habitants censats

### Habitatges
El 2007 hi havia 227 habitatges, 173 eren l'habitatge principal de la família, 32 eren segones residències i 22 estaven desocupats. 211 eren cases i 16 eren apartaments. Dels 173 habitatges principals, 141 estaven ocupats pels seus propietaris, 27 estaven llogats i ocupats pels llogaters i 5 estaven cedits a títol gratuït; 9 tenien dues cambres, 11 en tenien tres, 47 en tenien quatre i 106 en tenien cinc o més. 132 habitatges disposaven pel capbaix d'una plaça de pàrquing. A 88 habitatges hi havia un automòbil i a 65 n'hi havia dos o més.

### Piràmide de població
La piràmide de població per edats i sexe el 2009 era:
| Homes | Edats   | Dones |
| ----- | ------- | ----- |
| 0     | 95 o +  | 0     |
| 0     | 90 a 94 | 0     |
| 0     | 85 a 89 | 4     |
| 4     | 80 a 84 | 4     |
| 8     | 75 a 79 | 4     |
| 12    | 70 a 74 | 44    |
| 16    | 65 a 69 | 20    |
| 16    | 60 a 64 | 16    |
| 12    | 55 a 59 | 4     |
| 16    | 50 a 54 | 4     |
| 8     | 45 a 49 | 20    |
| 4     | 40 a 44 | 24    |
| 12    | 35 a 39 | 4     |
| 12    | 30 a 34 | 8     |
| 8     | 25 a 29 | 12    |
| 16    | 20 a 24 | 4     |
| 12    | 15 a 19 | 20    |
| 8     | 10 a 14 | 16    |
| 12    | 5 a 9   | 4     |
| 4     | 0 a 4   | 0     |

## Economia
El 2007 la població en edat de treballar era de 229 persones, 182 eren actives i 47 eren inactives. De les 182 persones actives 156 estaven ocupades (90 homes i 66 dones) i 26 estaven aturades (10 homes i 16 dones). De les 47 persones inactives 24 estaven jubilades, 7 estaven estudiant i 16 estaven classificades com a «altres inactius».

### Ingressos
El 2009 a Chenay-le-Châtel hi havia 177 unitats fiscals que integraven 403 persones, la mediana anual d'ingressos fiscals per persona era de 13.867 €.

### Activitats econòmiques
Dels 12 establiments que hi havia el 2007, 2 eren d'empreses alimentàries, 2 d'empreses de fabricació d'altres productes industrials, 1 d'una empresa de construcció, 3 d'empreses de comerç i reparació d'automòbils, 1 d'una empresa de transport, 1 d'una empresa immobiliària, 1 d'una empresa de serveis i 1 d'una entitat de l'administració pública.
Dels 2 establiments de servei als particulars que hi havia el 2009, 1 era una oficina de correu i 1 fusteria.
L'únic establiment comercial que hi havia el 2009 era una fleca.
L'any 2000 a Chenay-le-Châtel hi havia 28 explotacions agrícoles que ocupaven un total de 2.775 hectàrees.

## Equipaments sanitaris i escolars
El 2009 hi havia una escola elemental integrada dins d'un grup escolar amb les comunes properes formant una escola dispersa.

## Poblacions més properes
El següent diagrama mostra les poblacions més properes.